# Parroquia Manuel Renaud
La Parroquia Manuel Renaud o simplemente Manuel Renaud es una de las 6 divisiones administrativas en las que se organiza el Municipio Antonio Díaz en el Este del Estado Delta Amacuro, y frente a la costa del Océano Atlántico de Venezuela. La región debe su nombre a José Manuel Renaud (fallecido en 1975), un personaje que ganó fama en el área con el boom maderero que se produjo en el sector en el pasado, ganando popularidad entre los aborígenes locales por las actividades económicas que allí se realizaban.

## Historia
El territorio fue explorado y colonizado por los españoles y formó parte de la Capitanía General de Venezuela desde 1777. En la Venezuela independiente formó parte del Cantón Piacoa entre 1830 y 1856.
Entre 1884 y 1991 formó parte del Territorio Federal Delta Amacuro. En 1953 se instaló un aserradero en el Caño Araguabisi que en 1957 pasó a ser administrado por José Manuel Renaud y que inició el boom maderero en el área. Desde 1992 el área es una de las parroquias del Estado Delta Amacuro.

## Geografía
Ubicada en el Delta del Orinoco justo frente al Océano Atlántico la parroquia posee una superficie estimada en 2168 kilómetros cuadrados (216.800 hectáreas). Su territorio está conformado por numerosas islas como Guasibarojo, Borocoida, Jabucobanoco, o Bnoroco Sanuca, destaca por su tamaño la isla Caneima con casi 88,2 kilómetros cuadrados. La mayoría de su superficie está cubierta por una espesa selva tropical. Posee un gran comunidad de indígenas de la etnia warao. El acceso a muchas partes de la parroquia solo es posible mediante botes o hidroaviones. Su capital es la localidad de Araguaibisi.

### Lugares de interés
- Nabasanuka
- Isla Caneima  (88,2 km²)
- Esaña
- Araguabisi
- Isla Guasibarojo (3,1 km²)
- El Borbollón
- Isla Tobejuba  (460 km²)
- Isla Borocoida  (2,08 km²)
- Coboina
- Isla Jabucobanoco (9,6 km²)
- Siaguani
- Isla Bnoroco Sanuca (8,72 km²)
- Mabasanuca
- Joruajito